# 庭園樹木
庭園樹木、是指種植於庭園樹木之総称。

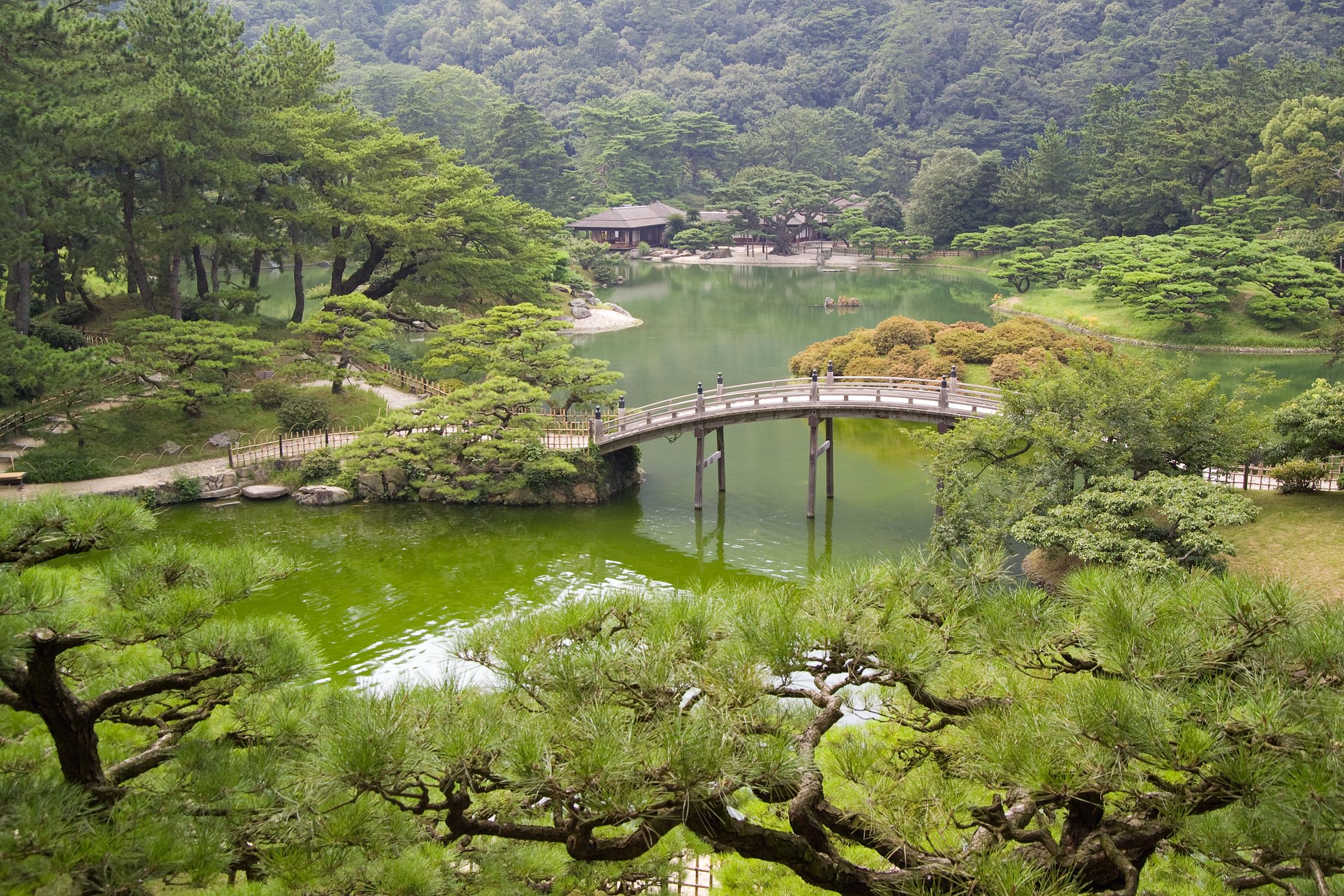
栗林公園的庭園樹木

這些樹木有助於創建花園結構。日本花園不使用大型植物，只是用來創造氣氛或氛圍.。

## 種類
- 柊樹
- 黑松（日语：クロマツ）
- 日本柳杉
- 茶梅
- 小葉青岡
- 桂花
- 染井吉野
- 東瀛珊瑚（Aucuba japonica）
- 雞爪槭
- 青剛櫟
- 梅

## 資料
- Niwaki and Niwashi （页面存档备份，存于）